# Episodi di iZombie (quarta stagione)
La quarta stagione della serie televisiva iZombie, composta da 13 episodi, è stata trasmessa in prima visione dalla rete televisiva statunitense The CW, dal 26 febbraio al 28 maggio 2018.
In Italia la stagione è andata in onda dal 18 luglio al 10 ottobre 2018 su Premium Action, canale a pagamento della piattaforma Mediaset Premium.
| nº | Titolo originale                      | Titolo italiano                       | Prima TV USA     | Prima TV Italia   |
| -- | ------------------------------------- | ------------------------------------- | ---------------- | ----------------- |
| 1  | Are You Ready for Some Zombies?       | Siete pronti per qualche zombie?      | 26 febbraio 2018 | 18 luglio 2018    |
| 2  | Blue Bloody                           | Sangue blu                            | 5 marzo 2018     | 25 luglio 2018    |
| 3  | Brainless in Seattle, Part 1          | Senza cervello a Seattle - Parte 1    | 12 marzo 2018    | 1 agosto 2018     |
| 4  | Brainless in Seattle, Part 2          | Senza cervello a Seattle - Parte 2    | 19 marzo 2018    | 8 agosto 2018     |
| 5  | Goon Struck                           | Il giocatore di Hockey                | 26 marzo 2018    | 15 agosto 2018    |
| 6  | My Really Fair Lady                   | My Fair Zombie Lady                   | 9 aprile 2018    | 22 agosto 2018    |
| 7  | Don't Hate the Player, Hate the Brain | Non è colpa mia, è colpa del cervello | 16 aprile 2018   | 29 agosto 2018    |
| 8  | Chivalry Is Dead                      | La cavalleria è morta                 | 23 aprile 2018   | 5 settembre 2018  |
| 9  | Mac-Liv-Moore                         | Il rapper                             | 30 aprile 2018   | 12 settembre 2018 |
| 10 | Yipee Ki Brain, Motherscratcher       | Un buon giorno per morire             | 7 maggio 2018    | 19 settembre 2018 |
| 11 | Insane in the Germ Brain              | Pazzia di un cervello germofobico     | 14 maggio 2018   | 26 settembre 2018 |
| 12 | You've Got to Hide Your Liv Away      | Devi nascondere Liv                   | 21 maggio 2018   | 3 ottobre 2018    |
| 13 | And He Shall Be a Good Man            | Ed egli sarà un uomo buono            | 28 maggio 2018   | 10 ottobre 2018   |